# Fri Press förlag
Fri Press förlag är ett mindre bokförlag som sedan 1969 har presenterat poesi från olika tider och kulturer men även hembygdshistoria, konst, zenbuddhism, regnskogsfrågor och Beat-poesi. Efter framgångar med Anna Ihréns Morden på Smögen har förlaget publicerat fler romaner som Ulf Tylestrands Kampfels guld och Stefan Thorpenbergs Förortsstalinisten. Förlaget har också givit ut nyskriven poesi av Gatuduvan med Benzino Boulevard, Andreas Björsten med Muntliga åtbörder,  Birk Andersson med Anarko Haiku och Håkan Sandell med Under jagande moln.